# 玩具翼龍屬
玩具翼龍屬（學名：Ludodactylus）是翼龍目翼手龍亞目的一屬，化石發現於巴西塞阿臘州的克拉圖組（Crato Formation），年代為白堊紀的阿普第階。

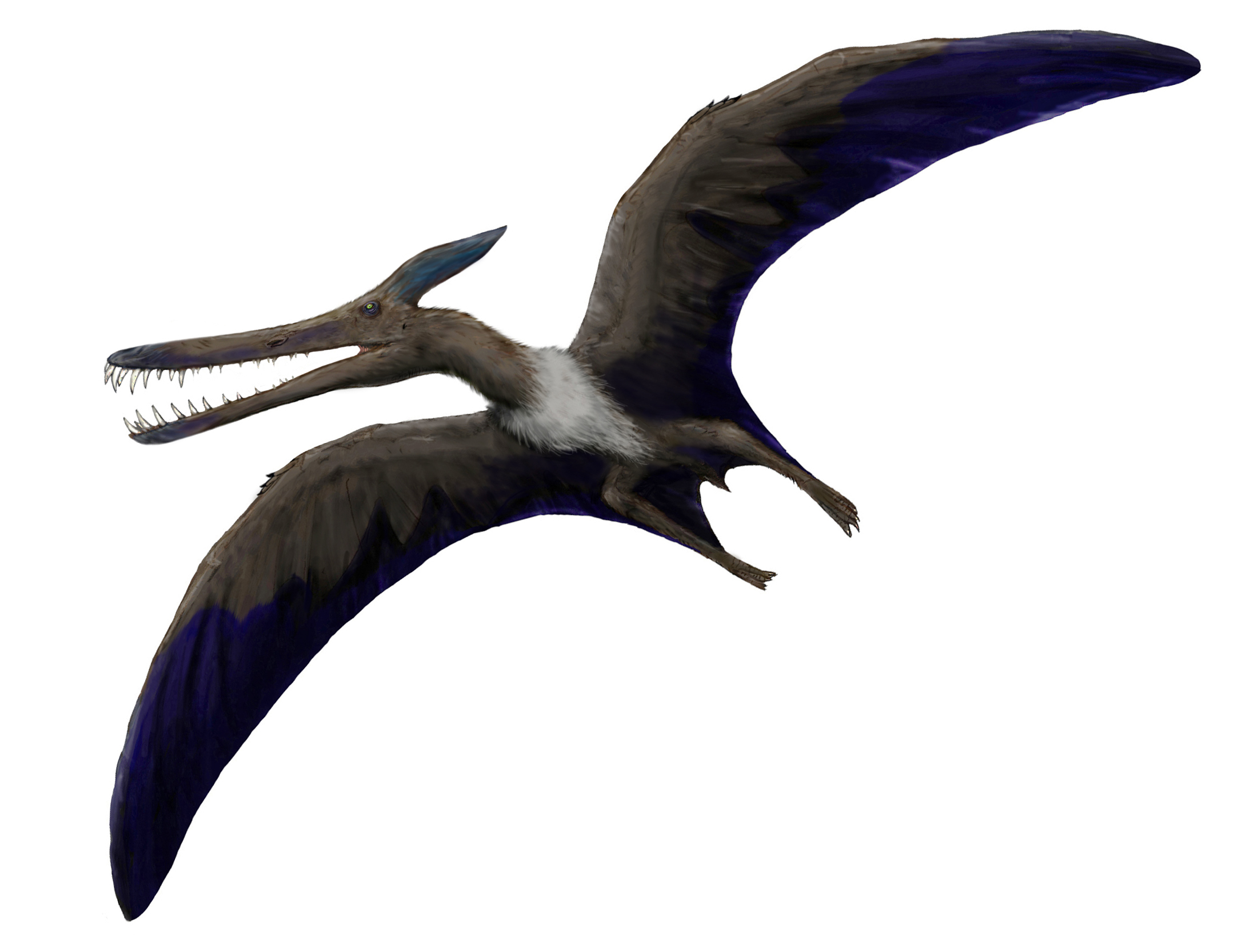
玩具翼龍的想像圖

在2003年，埃伯哈德·弗雷伊（Eberhard Frey）將化石進行敘述、命名，模式種是席氏玩具翼龍（L. sibbicki）。屬名在拉丁文意為「玩具的手指」，因為這個新屬非常類似無齒翼龍、但又具有牙齒，這種外表構成類似典型的“翼手龍玩具”而得名；種名則是以著名的恐龍繪畫家約翰·席彼克（John Sibbick）為名，他曾協助彼得·沃爾赫費爾（Peter Wellnhofer）繪製翼龍類科普書籍《The Illustrated Encyclopedia of Pterosaurs》。
正模標本（編號SMNK PAL 3828）是一個缺少頭冠的顱骨，頭冠在化石被買賣前被移除。與其他鳥掌翼龍科不同，玩具翼龍的前上頜骨沒有冠飾，頭部後方具有頭冠。上頜骨之間有個絲蘭的葉子，葉子的邊緣磨損，可能這隻動物在生前吞下這個絲蘭，但無法將它移出牙齒間，可能因此無法順利進食而餓死。玩具翼龍的頭骨至少有66公分長，但詳細體型仍未知。
弗雷伊命名玩具翼龍時，將牠們歸類於鳥掌翼龍科。在2007年，弗雷伊提出玩具翼龍是巴西翼龍的次異名。

## 外部連結
- Ludodactylus in The Pterosaur Database
- Ludodactylus in The Pterosauria